# Erquery
Erquery je francouzská obec v departementu Oise v regionu Hauts-de-France. V roce 2011 zde žilo 549 obyvatel.

## Sousední obce
Airion, Breuil-le-Sec, Fitz-James, Lamécourt, Saint-Aubin-sous-Erquery

## Vývoj počtu obyvatel
Počet obyvatel 